# Архиепархия Корого
Архиепархия Корого (лат. Archidioecesis Korhogoensis) — архиепархия Римско-Католической церкви с центром в городе Корого, Кот-д’Ивуар. В митрополию Корого входят епархии Катиолы, Одиенне. Кафедральным собором архиепархии Корого является церковь святого Иоанна Крестителя. Состав: 45 священников (30 епархиальных, 15 монашествующих), 69 монахов (28 братьев, 41 сестра), 7 семинаристов.

## История
15 октября 1971 года Римский папа Павел VI выпустил буллу «Christi mandatum», которой учредил епархию Корого, выделив её из епархии Катиолы.  В этот же день епархия Корого вошла в митрополию Абиджана.
19 декабря 1994 года Римский папа Иоанн Павел II издал буллу «Ad aptius providendum», которой передал часть территории епархии Корого новой епархии Одиенне и одновременно возвёл епархию Корого в ранг архиепархии.

## Ординарии архиепархии
- архиепископ Огюст Нобу † (15.10.1971 – 25.09.2003, в отставке);
- архиепископ Мари-Даниэль Дадье † (25.09.2003 – 12.10.2017, в отставке);
- архиепископ Иньяс Бесси Догбо (12.10.2017 — 20.05.2024 — назначен архиепископом Абиджана);
- архиепископ Арман Коне (7.03.2025 — по настоящее время).

## Источник
- Annuario Pontificio, Libreria Editrice Vaticana, Città del Vaticano, 2003, ISBN 88-209-7422-3
- Булла Christi mandatum Архивная копия от 3 февраля 2014 на Wayback Machine  (лат.)
- Булла Ad aptius providendum Архивная копия от 18 мая 2014 на Wayback Machine  (лат.)